# Desine
Desine (en serbe cyrillique : Десине) est un village de Serbie situé dans la municipalité de Veliko Gradište, district de Braničevo. Au recensement de 2011, il comptait 531 habitants.
Desine est également connu sous le nom de Desina.

## Démographie

### Évolution historique de la population
| 1948  | 1953  | 1961  | 1971  | 1981  | 1991  | 2002 | 2011 |
| ----- | ----- | ----- | ----- | ----- | ----- | ---- | ---- |
| 1 290 | 1 299 | 1 258 | 1 209 | 1 176 | 1 081 | 717  | 531  |

|  |